# Metalurgia del cobre
La metalurgia del cobre es un sector específico de la metalurgia, que se refiere a la técnica relacionada con el tratamiento de los minerales con alto contenido de cobre, con el fin de obtener dicho metal o alguna de sus aleaciones. El cobre está presente en la corteza terrestre en forma de minerales sulfurados y óxidos, teniendo dos vías de tratamiento: el tratamiento pirometalúrgico para los sulfuros y el tratamiento hidrometalúrgico para los óxidos. El mineral se obtiene del yacimiento mediante el uso de explosivos y maquinaria pesada, y se transporta para su posterior tratamiento. Debido a que los minerales se encuentran asociados a la ganga, se hace necesaria la reducción del tamaño, de manera que se liberen los granos de mineral desde la matriz.
La reducción de tamaño es la etapa de mayor consumo energético, por lo que debe ser óptima para asegurar una buena liberación de las partículas y evitar la sobre molienda, que provocaría un exceso de consumo, además de generar partículas demasiado finas, que resultan perjudiciales en la etapa global de concentración.

## Extracción de cobre
| Nombre                           | Fórmula                  | % De cobre en mineral puro |
| -------------------------------- | ------------------------ | -------------------------- |
| Calcopirita                      | CuFeS2                   | 34.63%                     |
| Calcosina                        | Cu2S                     | 79.85%                     |
| Covellina                        | CuS                      | 66.5%                      |
| Bornita                          | 2Cu2S•CuS•FeS            | 63.3%                      |
| Tetraedrita                      | Cu3SbS3 + x(Fe,Zn)6Sb2S9 | 32-45%                     |
| Malaquita                        | CuCO3•Cu(OH)2            | 57.3%                      |
| Azurita                          | 2CuCO3•Cu(OH)2           | 55.1%                      |
| Cuprita                          | Cu2O                     | 88.8%                      |
| Crisocola                        | CuO•SiO2•2H2O            | 37.9%                      |
| Minerales con contenido de cobre |                          |                            |

### Cobre nativo
El cobre nativo se utilizaba en la antigüedad. En la actualidad, raramente se utiliza con fines industriales, ya que es preferible extraer el cobre de los minerales más abundantes como la cuprita, la calcopirita, la covellina o covelita y la tetraedrita.
Se encuentra en cantidades relativamente pequeñas en:
- Europa: Alemania, Finlandia, Rusia, en los márgenes del río Ems, Hesse-Nassau, Cornualles (Reino Unido) y Puget Théniers (Francia);
  - Italia: Val di Cecina (provincia de Pisa), Impruneta (provincia de Florencia), Valmalenco (Provincia de Sondrio) y Saint-Marcel (Valle de Aosta);
- América del Sur: Bolivia y Chile;
  - EE. UU.: Lago Superior (muestras de varias toneladas), Arizona, Nueva Jersey, Míchigan y Nuevo México.

### Minerales oxidados
Incluso el uso de los óxidos es muy limitado el día de hoy, debido a la baja cantidad de mineral disponible (no es fácil de encontrar). En el caso de los óxidos, es posible seguir un procedimiento de producción similar al del hierro.

### Minerales de sulfuro
El mineral de sulfuro es la principal fuente de cobre primario.
Después de la extracción en las minas, los minerales son aplastados y molidos para obtener una granulometría adecuada a las etapas siguientes, en las que separan los agregados a partir de fracciones ricas en cobre.
Por flotación los polvos emulsionados con líquidos tensoactivos se colocan en tanques de gran tamaño donde se quita la espuma en la superficie que es rica en alambique de cobre unido al azufre. Se obtienen a continuación el lodo, que se seca y se concentra en los pasos posteriores: en un primer momento mecánicamente (concentración) y, a continuación, térmicamente (torre facción).
En el horno, a través de soplado de aire u oxígeno, se obtiene la formación de SO2 gaseosa que se separa del metal líquido.
2CuFeS2(s) + 3O2(g) → 2FeO(s)  + 2CuS(s) + 2SO2(g)
Al mismo tiempo la adición de silicio permite la eliminación de hierro presente: la escoria, compuesto de silicatos.
FeO(s) + SiO2 (s) → FeO.SiO2 (l)
2FeS(l) + 3O2 + SiO2 (l)2 → 2FeO.SiO2(l)  + 2SO2(g)

#### Refinación térmica
2Cu2S + 3O2 → 2Cu2O + 2SO2
Cu2S + Cu2O → Cu + SO2
El sulfuro de hierro viene resumido:
FeS + O2 → FeO + SO2
FeO + SiO2 →  FeSiO3

#### Refinación electrolítica
Para la máxima pureza del cobre, es necesario llevar a cabo una refinación electrolítica. Una solución de H2SO4 y CuSO4 son dos lugares electrodos: el cátodo de cobre puro y el ánodo de cobre para purificar. El cobre se deposita en cátodos, las impurezas que consisten de los metales básicos (incluyendo arsénico, bismuto y níquel) permanecen en solución, aquellos que consta de más metales nobles, incluyendo oro, plata y platino precipitado en el ánodo, formando el llamado "lodo ánodo".
Todo cátodo: Cu(s) → Cu2+(aq) + 2e–
para ánodo: Cu2+(aq) + 2e– → Cu(s)
Los cátodos son de cobre obtenido con una pureza superior al 99,99%, por lo general en hojas de papel de 96 × 95 × 1 cm, desde el peso de cerca de 100 kg. El cobre electrolítico obtenido de esta manera todavía no está listo para ser procesado directamente; se debe re-adaptar a hacer Billet, placas o barras, que se obtienen para el trabajo plástico de varios semi-acabados (como cables, tubos, barras, tiras u hojas).

### Hidrometalurgia
Otra técnica es la hidrometalurgia, que, sin embargo, es poco utilizada. Se utiliza principalmente para la extracción de cobre a partir de aguas de mina. El cobre debe estar en la forma de óxido; si es en forma de sulfuro es necesario hacer antes de un asado en el aire.
El método consiste en disolver en ácido sulfúrico o sulfato férrico el óxido de cobre. Mientras que este último es el hierro soluble y ganga no lo son. Se recupera la electro-deposición de metales o la lluvia.

### Producción por bacterias
Hay que añadir que el porcentaje de cobre extraído en las minas es cada vez más grande gracias a las hazañas de la biotecnología. El mineral se rompe y se colocan en tanques en los que el agua se bombea enriquecido con  bacterias, tales como Acidithiobacillus ferroxidans y Acidithiobacillus thiooxidans.  Estos microorganismos oxidan el sulfuro de cobre (insoluble en agua) transformándolo en sulfato (soluble), la obtención de energía para sus funciones vitales. Este sistema permite un ahorro considerable de energía en comparación con la extracción tradicional (hasta 30%) y no libera a la atmósfera gases nocivos.

## Reciclaje y los dos tipos de reciclar.
El reciclaje del cobre es una fuente importante de materia prima: en Italia 40,5% del consumo de cobre se cumple mediante el reciclaje (promedio para 2003-07), mientras que en el mundo, este porcentaje es de alrededor de 34%.
El cobre de reciclaje puede ser de dos tipos:
- Del primer tipo o la recuperación, cuando se trata del desmantelamiento y la demolición de los productos al final de su vida útil (por ejemplo, las líneas de contacto de ferrocarril, tuberías eléctricas, bobinados del motor, las monedas);
- De un segundo tipo o la producción, cuando se trata de recortes y recortes del ciclo de producción de productos semi-acabados y en el procesamiento posterior de semi-acabados propios de los productos (por ejemplo: arranque de viruta por grifos y válvulas, corte de la cinta de las monedas).